# (34021) Suhanijain
2000 OW22 (asteroide 34021) é um asteroide da cintura principal. Possui uma excentricidade de 0.09747120 e uma inclinação de 2.43489º.
Este asteroide foi descoberto no dia 23 de julho de 2000 por LINEAR em Socorro.